# Gesta Danorum

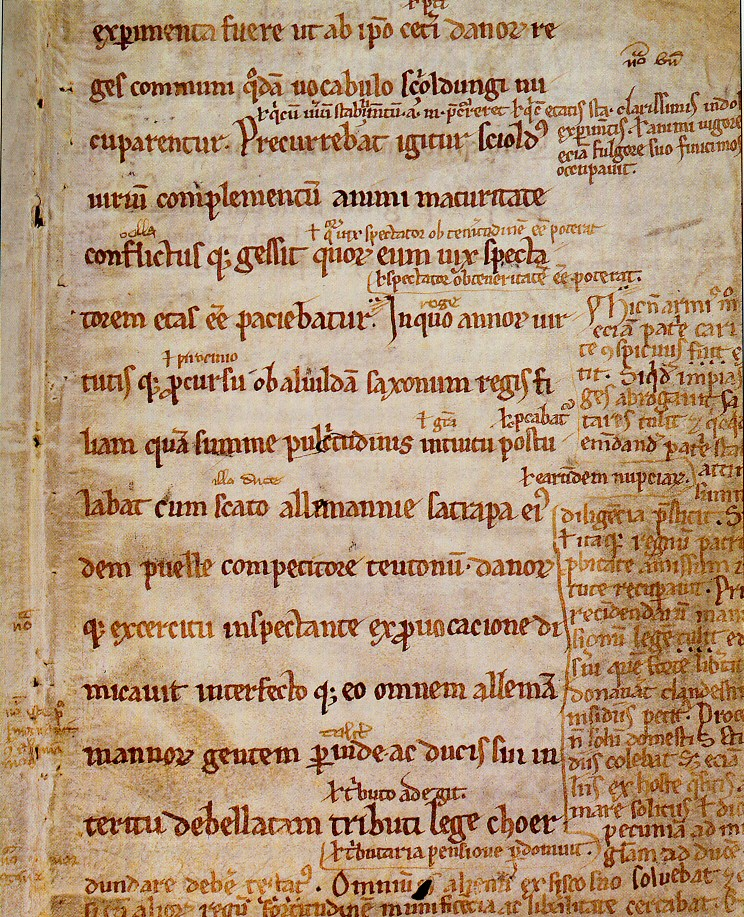
Gesta Danorum (Fragmento de Angers), pag. 1

La Gesta Danorum (también llamada Historia dánica o Historia danesa) es un texto del siglo XII atribuido al historiador medieval Sajón Gramático.
Valdemar I de Dinamarca o alguien de su corte lo animó a escribir la historia de Dinamarca, su patria. La Historia danesa consta de varios tomos, escritos en latín. Incluye traducciones de piezas vernáculas que actualmente reemplazan a las originales perdidas. Asimismo contiene una descripción (bastante escéptica) de la religión de los antepasados. 
Además, en el tercer tomo de la Gesta Danorum figura una versión primitiva de la historia de Hamlet (que inspiró la más famosa obra de Shakespeare), cuyo protagonista es Amlodi o Amleth.
La obra completa se compone de dieciséis libros en prosa con alguna incursión ocasional de poemas. Los libros 1 al 9 están enfocados a la mitología nórdica y el texto finaliza con citas a Gorm el Viejo, primer registro documentado de un rey danés. Los libros 10 al 16 están más enfocados a la historia medieval. El libro 14 contiene una descripción del templo de Rügen.
No obstante, los manuscritos originales se consideran perdidos, a excepción de cuatro fragmentos: fragmento de Angers (el más completo y el único que se considera escrito de puño y letra de Saxo), fragmento de Lassen, fragmento de Kall-Rasmussen y fragmento de Plesner. Todos los fragmentos pertenecen y se encuentran en la Biblioteca Real de Dinamarca.

## Libros
Los dieciséis libros, en prosa (con una excursión ocasional a la poesía), se pueden clasificar en dos partes: los libros I a IX, que tratan de la mitología nórdica y la historia danesa semilegendaria, y los libros X a XVI, que tratan de la historia medieval. El libro IX termina con Gorm el Viejo. Los últimos tres libros (XIV–XVI), que describen las conquistas danesas en la costa sur del Mar Báltico y las guerras contra los pueblos eslavos (las Cruzadas del Norte), son muy valiosos para la historia de las tribus eslavas occidentales (eslavos de Polabia, Pomerania) y del paganismo eslavo. El libro XIV contiene una descripción única del templo en la isla de Rügen.

### Descripción general

#### Libro I

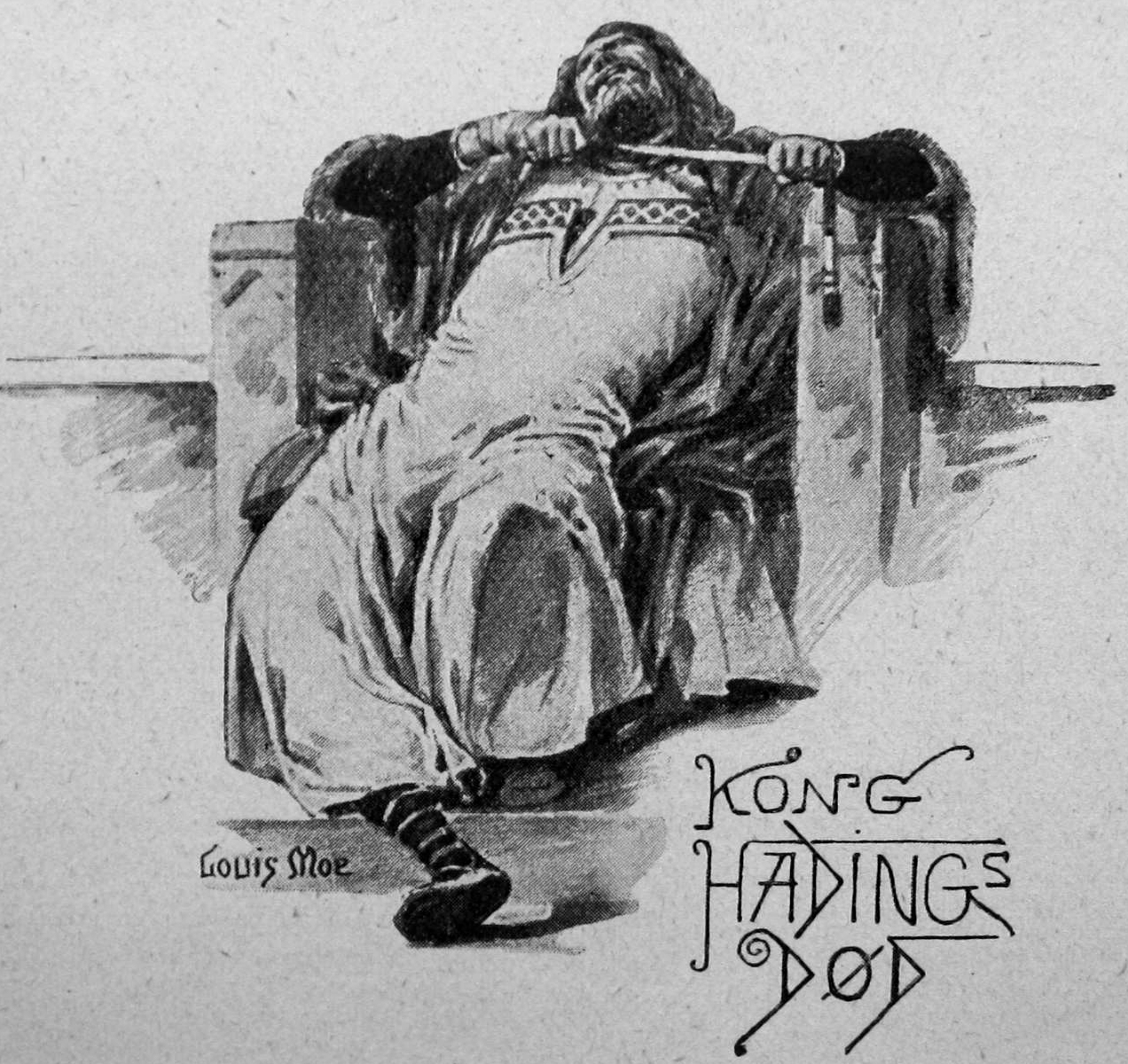
Muerte del rey Hading. La escena se describe en la Gesta Danorum de la siguiente manera: «Al oír esto, Hading quiso agradecerle lo mismo a su adorador y, no resistiendo a la muerte, se ahorcó a la vista de todo el pueblo».

El primer libro es principalmente el trabajo original de Saxo, comparte poco con otros trabajos primarios, pero se inspira un poco en las epopeyas griegas antiguas. Cubre muy brevemente el gobierno del fundador del mismo nombre de la nación danesa, Dan, pero también sus hijos Humblus y Lother, y el nieto de Dan, Skjöld, cuyo hijo, Gram, es el primer rey danés en recibir algunos detalles, su reinado gira en torno a conquistando Suecia y Finlandia, solo para morir en una batalla. La mayor parte del libro trata sobre las aventuras de Hading, el hijo de Gram y la princesa finlandesa Signe, hija del rey finés Sumble. Aquí, la aventura se refiere a la Dinamarca pérdida ante los suecos, así como a los intentos de Hading de recuperarla con la ayuda de los gigantes y Odín. El libro concluye con el suicidio de Hading después de enterarse de la muerte de su amigo.

#### Libro II
Sigue las aventuras de los descendientes de Hading, que realizan incursiones astutas a través del mar Báltico y hasta Inglaterra, mientras se encuentran con muchos eventos sobrenaturales y se ven obligados a resolver disputas a través del combate singular.

#### Libro III
Presenta a Amleth como nieto de un rey danés, cuyo padre fue asesinado por su tío, el gobernador de Jylland. Amleth finge ser un tonto por miedo a su tío, que se ha casado con su madre.

#### Libro IV
Trata de que Amleth asegurando su lugar como rey de los daneses y regresando a Gran Bretaña, donde termina casándose con una princesa británica, cuyo padre trama la desaparición de Amleth, y la reina de Escocia, famosa por asesinar a todos sus pretendientes.

#### Libro V
Centrado en la construcción del imperio de Frode III y su brillante asesor noruego, Erik el Elocuente. En última instancia, Frotho termina gobernando Gran Bretaña, Escandinavia, los eslavos y los hunos. Saxo hace muchos paralelismos con Augusto.

#### Libro VI
Sigue a los aventureras del héroe legendario Starkad, quien está decepcionado con las formas decadentes de los descendientes de Frothi III.

#### Libro VII
Es una colección de historias de amor breves no relacionadas, muchas de estas empresas cuentan con doncellas escuderas.

#### Libro VIII
Cubre la famosa Batalla de Brávellir, entre Harald Wartooth y Sigurd Ring. Participación danesa en las guerras sajonas contra Carlomagno, viajes a Biarmia y la muerte de Starkad.

#### Libro IX
El libro trata sobre Ragnar Lodbrok y su imperio naciente. Nombra a muchos de sus hijos para gobernar partes de su imperio desde Escocia hasta Escitia.

### En latín
La fuente principal de traducciones conocidas procede de la obra de Christiern Pedersen, Danorum Regum heroumque Historiae. Algunas de las más conocidas, completas o parciales, son:
- Christiern Pedersen, 1514, Danorum Regum heroumque Historiae
- Johannes Oporinus, 1534, Saxonis Grammatici Danorum Historiae Libri XVI
- Philip Lonicer, 1576, Danica Historia Libris XVI
- Stephan Hansen Stephanius, 1645, Saxonis Grammatici Historiæ Danicæ Libri XVI
- Christian Adolph Klotz, 1771, Saxonis Grammatici Historiae Danicae libri XVI
- Peter Erasmus Müller, 1839, Saxonis Grammatici Historia Danica
- Alfred Holder, 1886, Saxonis Grammatici Gesta Danorum
- Jørgen Olrik & Hans Ræder, 1931, Saxonis Gesta Danorum
- Karsten Friis-Jensen, 2005, Gesta Danorum ISBN 978-87-12-04025-5, ISBN 87-12-04025-8

### En danés
- Christiern Pedersen, 1540, nunca se publicó, obra perdida
- Jon Tursons, 1555, nunca se publicó, obra perdida
- Anders Sørensen Vedel, 1575, Den Danske Krønicke
- Sejer Schousbölle, 1752, Saxonis Grammatici Historia Danica
- N. F. S. Grundtvig, 1818-1822, Danmarks Krønike af Saxo Grammaticus
- Frederik Winkel Horn, 1898, Saxo Grammaticus: Danmarks Krønike
- Jørgen Olrik, 1908-1912, Sakses Danesaga
- Peter Zeeberg, 2000, Saxos Danmarkshistorie ISBN 87-12-03496-7 (completo) ISBN 87-12-03534-3 (vol 1) ISBN 87-12-03535-1 (vol 2)

### En inglés
- Oliver Elton, 1894, The First Nine Books of the Danish History of Saxo Grammaticus
- Peter Fisher y Hilda Ellis Davidson, 1979-1980, Saxo Grammaticus: The History of the Danes, Books I-IX
- Eric Christiansen, 1980-1981, Saxo Grammaticus: Danorum regum heroumque historia, books X-XVI
- William F. Hansen, 1983, Saxo Grammaticus and the life of Hamlet

### Otros idiomas
- Hermann Jantzen, 1900, Saxo Grammaticus. Die ersten neun Bücher der dänischen Geschichte (alemán)
- Ludovica Koch & Maria Adele Cipolla, 1993, Sassone Grammatico: Gesta dei re e degli eroi danesi (italiano)
- Yukio Taniguchi, 1993, Sakuso Guramatikusu: Denmakujin no jiseki (japonés)
- Saxo Grammaticus (1999) Historia Danesa, (trad.) Santiago Ibáñez Lluch, Tilde Editor, Valencia, España, ISBN 8495314789 ; ISBN 9788495314789 (en español) (EDICIÓN AGOTADA)
- Saxo Gramático. Historia danesa (Gesta danorum). Libros I-IX. Edición y traducción de Santiago Ibáñez Lluch. Miraguano Ediciones, Madrid. ISBN 978-84-7813-392-5 (en español)
- Саксон Грамматик. Деяния данов: В 2 тт. I—XVI книги / пер. с лат. А. С. Досаева. — М.: Русская панорама; СПСЛ, 2017. — 1224 с. — Серия «Mediaevalia: средневековые литературные памятники». — ISBN 978-5-93165-369-3